# چاسماتوسوکوس
چاسماتوسوکوس (نام علمی: Chasmatosuchus) نام یک سرده از تیره نخست‌سوسماران است.